# هشام بن غلبون
هشام بن غلبون  عضو مؤسس لتنظيم «الاتحاد الدستوري الليبي» ومعارض لنظام العقيد معمر القذافي منذ منتصف السبعينيات عندما كان طالبا في كلية الهندسة بجامعة طرابلس. شارك في الانتفاضة الطلابية سنة 1976 والتي صارت تعرف باسم «الانتفاضة الأولى»، وكان من بين جموع الطلبة الذين تم اعتقالهم بسبب تلك المظاهرات ثم فصلهم من الجامعة.

## حياته السياسية
سافر إلى بريطانيا لاتمام تعليمه ومواصلة المعارضة السياسية لنظام القذافي في المهجر. استقر وشقيقه علي في مدينة مانشستر ودرس الهندسة الميكانيكية في «مانشستر بولي تكنيك» حتى سنة 1981.
ساهم مع الشهيد أحمد عبد القادر الثلثي وآخرون في تأسيس اتحاد الطلبة الليبي المعارض (فرع بريطانيا) سنة 1979، وشارك في المناشط الطلابية المناوئة للنظام في بريطانيا، وفي تحرير وتوزيع دورية «شهداء أبريل» الصادرة عن الاتحاد، وفي تنظيم المظاهرة التي خرجت أمام السفارة الليبية في لندن في 11 يونيو 1980 للاحتجاج على حملة الاغتيالات التي شنتها «فرق الموت» التي أرسلها نظام القذافي لتنفيذ قراره بـ «التصفية الجسدية» لمعارضيه في الخارج والذين كان يطلق عليهم تسمية «الكلاب الضالة» في وسائل اعلامه، والتي سقط ضحيتها في بريطانيا وحدها كل من الاعلامي في إذاعة بي بي سي محمد مصطفى رمضان الذي اغتيل في ساحة مسجد ريجنتس بارك بوسط العاصمة لندن عقب خروجه من صلاة الجمعة يوم 11 أبريل 1980، والمحامي محمود نافع الذي اغتيل يوم 25 أبريل 1980 والطالب أحمد أبورقيعة الذي اغتيل في مانشستر يوم 29 نوفمبر 1980.
شارك في تأسيس تنظيم «الاتحاد الدستوري الليبي» الذي أعلن في مانشستر يوم 7 أكتوبر 1981 - الذكرى الثلاثون للإعلان عن الدستور الليبي- والذي جدد البيعة لعاهل البلاد الملك محمد ادريس السنوسي رمزا للشرعية الدستورية في ليبيا، ورفع علم الاستقلال الذي ألغاه القذافي فور استيلاءه على السلطة في ليبيا بواسطة انقلاب عسكري في 1 سبتمبر 1969. وناشد النشطاء السياسيين والمعارضة الليبية في المهجر لرفع العلم الوطني واتخاذ الدستور الليبي (1951) مصدرا للشرعية في مواجهة نظام القذافي الفاقد للشرعية ريثما يتم إسقاط النظام واجراء استفتاء شعبي تحت اشراف دولي يختار من خلاله الشعب الليبي شكل الدولة ونظام الحكم الذي يرتضيه بمحض ارادته الحرة بعد فترة مناسبة من عودة الشرعية الدستورية إلى البلاد واستتباب الأمن فيها. وكان من بين أعضاءه الذين أعلنت أسمائهم في بيانه التأسيسي وكان في ذلك الوقت عدد المعارضين لنظام القذافي المعلنة أسمائهم لا يتجاوز عدد أصابع اليد الواحدة، ثم صار ناطقا رسميا باسم التنظيم.

## تهديد الأغتيال
تعرض وأسرته لملاحقة «فرق الموت» التابعة لنظام القذافي و«لجانه الثورية» وقضى فترة من الوقت تحت الحراسة المسلحة لشرطة مدينة مانشستر بعد أن استهدف مسكنا كان يقطنه بعبوة ناسفة انفجرت فجر يوم 11 مارس 1984 وضعتها عناصر تابعة للنظام الليبي في موجة جديدة من الإرهاب الذي كان يمارسه النظام ضد معارضيه في الخارج. ولم يعد إلى حياته الطبيعية إلا بعد قطع العلاقات الدبلوماسية بين المملكة المتحدة ونظام القذافي في 23 أبريل 1984 بسبب قتل الشرطية إيفون فلتشر برصاصات أطلقت من مبنى السفارة الليبية أثناء أداء عملها في مراقبة وتنظيم معارضين ليبيين كانوا يتظاهرون أمام السفارة يوم 17 أبريل 1984.
منذ بداية مايو 2010 شارك في تنظيم الوقفات الأسبوعية التي يقيمها نشطاء سياسيون من سكان مانشستر وشمال بريطانيا لدعم مطالب أسر ضحايا «مجزرة سجن أبو سليم» التي راح ضحيتها أكثر من 1260 سجين ليلة 29 يونيو 1996 في طرابلس، وحظيت باهتمام منظمات حقوقية عالمية مثل «أمنستي انترناشيونال» و «هيومان راتس ووتش» ، والتضامن مع الوقفات التي كان أهالي الضحايا يقيمونها عشية كل يوم سبت أمام محكمة بنغازي للمطالبة بالتحقيق العادل مع مرتكبي تلك الجريمة.
شارك في تنظيم أول مظاهرة داعمة لثورة فبراير في المهجر في ميدان «ألبرت سكوير» في مانشستر صباح يوم 16 فبراير 2011، وفي تنظيم المظاهرات اليومية في المدينة وتوزيع نشرة مطبوعة بآخر تطورات الأحداث لتوعية الرأي العام في بريطانيا ووسائل الاعلام بحقيقة مايجري على الأرض في داخل ليبيا لتعويض نقص المعلومات الناتج عن قطع نظام القذافي لوسائل الاتصال والأنترنت في الأيام الأولى للانتفاضة. كما شارك في تنظيم المظاهرات أمام مكتب رئيس الوزراء البريطاني لحشد التأييد الرسمي للثورة وقطع العلائق مع نظام القذافي، وأمام سفارات الدول التي تأخرت في دعم الثورة، وكذلك في التظاهرات الحاشدة أمام السفارة الليبية بلندن حتى تم الاستيلاء عليها من قبل العناصر الوطنية ورفع علم الاستقلال على مبناها.
كان له حضور مكثف في وسائل الاعلام المسموعة والمرئية دعما للثورة ولدحض الاعلام المضاد من قبل أنصار النظام قبل سقوطه. وانسحب من وسائل الاعلام بعد أن فشلت مساعي الاتحاد الدستوري الليبي في اقناع المجلس الوطني الانتقالي وأصحاب القرار ما بعد الثورة بضرورة تبني دستور الاستقلال (1951) إلى أن يتحقق الاستقرار ويستتب الأمن في البلاد، وقوبلت تحذيراته من مغبة انزلاق الوطن نحو هاوية الحرب الأهلية والتقسيم بسبب الفراغ السياسي الناجم عن سقوط النظام القمعى الذي لم يترك وراءه مؤسسات يمكن العمل من خلالها أو البناء عليها بالتجاهل وعدم الاكتراث.
هشام بن غلبون من مواليد مدينة بنغازي سنة 1955، درس الابتدائية في المدرسة النموذجية ثم مدرسة البركة، ودرس الإعدادية والثانوية بمدرسة صلاح الدين الأيوبي، ثم انتقل إلى طرابلس لدراسة الهندسة الميكانيكية بجامعة طرابلس. يقيم الآن ويعمل في مدينة مانشستر.